# Franz Thöne

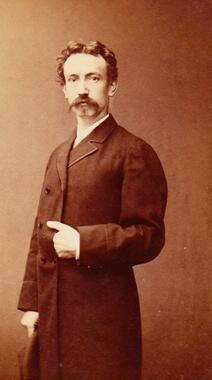
Franz Thöne in den 1870er Jahren

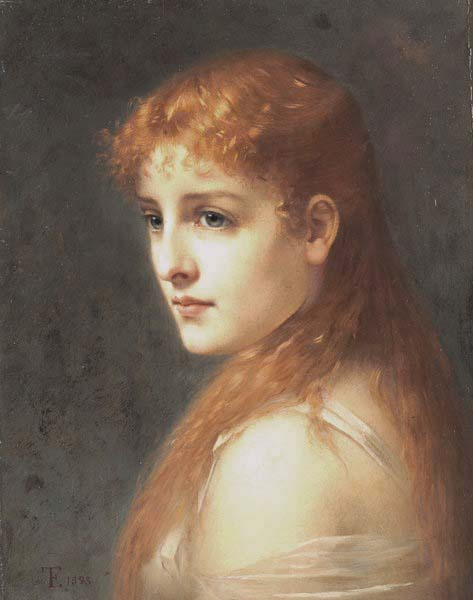
Mädchen mit roten Haaren, Ölgemälde von Franz Thöne 1895

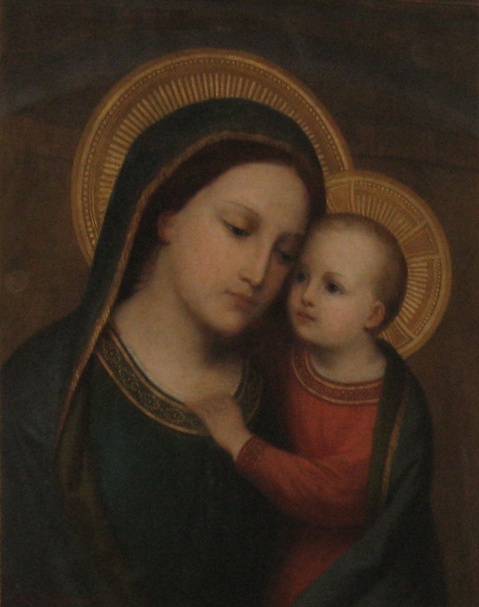
Madonnenbild der Mutter vom guten Rat, Ölgemälde (1890)

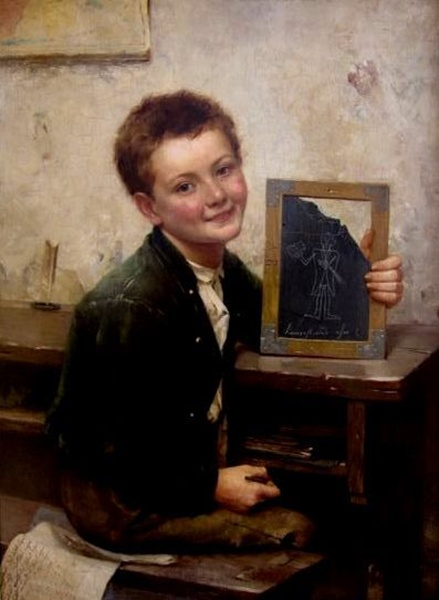
Kennst du ihn ?, Ölgemälde (1884)

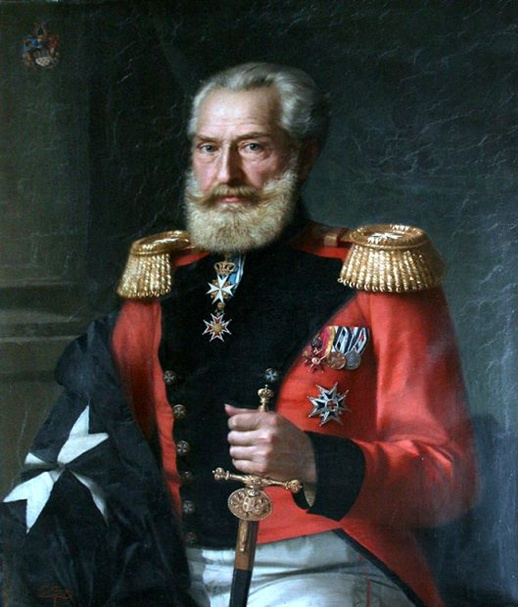
Hermann Freiherr von und zu Brenken, Ölgemälde (1888)

Franz Seraph Thöne (* 4. Februar 1851 in Wewer; † 22. Juni 1906 in Düsseldorf) war ein deutscher Genre- und Porträtmaler.

## Leben und künstlerischer Weg
Franz Seraph Thöne wurde als Sohn des Erbhofbauern Johann Thöne 1851 auf dem Stellbrinkhof in Wewer in Westfalen geboren. Nach der Lehre bei einem Dekorationsmaler in Paderborn verließ Thöne den elterlichen Hof und ging 1871 nach Düsseldorf, um dort eine Ausbildung in der Malerei zu machen. Er besuchte an der Kunstakademie Düsseldorf bei Karl Woermann den Unterricht in Kunstgeschichte, studierte Anatomie bei Zimmermann und vertiefte seine Fertigkeit in der Feinmalerei bei Max Volkhart. Gleichzeitig wurde er Schüler des Ateliers von Julius Geertz. Er rezipierte von dem Hamburger Maler technische Elemente der Ausführung, blieb jedoch auf der Suche nach ihm eigenen Themen und ging einen selbstständigen Weg.
In der Gruppe um Geertz traf er Rudolf Cronau, den Bildhauer Gustav Rutz sowie die Tier- und Jagdmaler Anton Schmitz und August Flinker, an die ihn eine lange Freundschaft band. Mit Gustav Rutz und August Flinker unternahm Thöne erste Studienreisen innerhalb Deutschlands, 1882 war er mit Geertz und Fritz Neuhaus dem Älteren in Antwerpen. Akademielehrer war er zu keiner Zeit, sondern arbeitete als freischaffender Maler. Zu seinen Schülern gehörten August Blankenstein, Paul von Merveldt, Joseph Kehren der Jüngere und Helene Richter. Im Wesentlichen blieb er Autodidakt und entwickelte in der Nachfolge der Düsseldorfer Malerschule seinen persönlichen Stil. Er evozierte die schlichten Momente in den kleinen Szenen des alltäglichen Lebens, seine Sujets waren zunächst Kinder und Haustiere, er bemühte sich um eine künstlerische Darstellung des Unscheinbaren und suchte seinen Weg fernab von Glanz und Mode. Eher konservativ orientiert wahrte er Distanz zu den neueren Einflüssen der französischen Malerei.
Er verfeinerte seinen Stil in der Harmonie der Farben, erreichte eine fotografisch genaue Wiedergabe der Textur bei Mensch und Materie, ging in seinen Darstellungen tief in die Psychologie der Themen. Thönes Bilder erreichten den Erfolg, einige mussten in mehrfacher Ausführung angefertigt werden und verliehen ihm einen gewissen Bekanntheitsgrad auch in England, Österreich und den USA. 1888 reiste er nach Rom mit dem Freund und Bildhauer Bruder Hugo Linderath OFM. Im Oktober 1882 heiratete Thöne Maria Vössing aus seinem Heimatort Wewer. Es gelang dem einfachen Bauernsohn aus Westfalen, mit dem Verkauf seiner Bilder mehrere Immobilien in Düsseldorf zu erwerben und seinen sieben Kindern eine akademische Ausbildung zu ermöglichen. Ein nachhaltiger Wohlstand wurde, bedingt durch Fehlinvestitionen und unzureichende kaufmännische Kompetenzen Thönes, nicht erreicht. Er setzte in den 1880er Jahren seinen Schwerpunkt hauptsächlich in der Porträtmalerei. Die Aufträge erhielt er von Adel, Klerus und Großbürgertum, es waren etwa achtzig Gemälde, die in diesen Jahren aufeinander folgten.
Thöne porträtierte Hermann von und zu Brenken und dessen Frau Maria Gräfin von Haxthausen auf Schloss Wewer. In Düsseldorf entstanden die Bilder des Freundes und königlichen Hofbaumeisters Max Joseph Custodis und seiner Frau Elise, Tochter des Malers Ludwig Pose. Für die Familie des Kaufmanns und Unternehmensgründers Friedrich Wilhelm Börgermann erstellte er zwei Porträts. Er malte Luigi Canali da Parma als amtierenden Generalminister des Franziskanerordens, Adolph Freiherr von Eynatten und die Frau des Kommerzienrats Hubert Underberg aus Rheinberg. Für das Bildnis des 1835 in Düsseldorf geborenen Bernhard Wilhelm Vogts erhielt Thöne 1891 auf der internationalen Ausstellung in London das Ehrendiplom der zweiten Klasse in der Sektion Ölgemälde. Von seinem Interesse für das Schaffen zeitgenössischer Kollegen zeugt der Erwerb mehrerer Werke aus den Nachlässen von Johann Wilhelm Schirmer, August Flinker, Adolf Schmitz, Christian Köhler, Anton Schmitz, Johann Peter Hasenclever, Carl Wilhelm Hübner und Rudolf Jordan, mit deren Verkauf die Familie in späteren Zeiten gravierende Existenznöte abwenden konnte. Von 1884 bis 1903 war Thöne Mitglied des Düsseldorfer Künstlervereins Malkasten.
Gegen Ende des 19. Jahrhunderts brach die Wirtschaftslage dramatisch ein, die Aufträge für kostspielige großformatige Porträts gingen zurück und Thöne arbeitete seit 1892 in der Kreuzbergkirche in Bonn Endenich, er restaurierte die Heilige Stiege mit ihren Deckenfresken von Johann Adam Schöpf. Er erhielt in diesen Jahren auch den Auftrag für die Kreuzwegstationen in den Pfarrkirchen in Buldern und Hövel. Diese Werke wurden unter Mitwirkung seines Schülers August Blankenstein ausgeführt. Man arbeitete hierbei nach Vorlagen anderer Künstler. Thöne nahm die Aufgabe dennoch an. Den Auftraggebern fehlten jetzt die Mittel, hochpreisige Originale bei ihm zu kommissionieren. Bei der Ausführung des Kreuzwegs für das Düsseldorfer Kloster der Schwestern vom armen Kinde Jesus arbeitete Thöne nach Vorlagen von Joseph von Führich. 1901 entstand für Friedrich Mathias Graf von Galen auf Haus Assen ein Marienbild nach einem alten Original von Burg Dinklage.
1903 erfolgte ein weiterer Auftrag des Grafen für das Gemälde eines segnenden Jesusknaben nach einem Stich von Ernst Deger. Nach Fertigstellung der Fresken in der katholischen Pfarrkirche in Gelsenkirchen-Rotthausen, wo Thöne 1904 sechzig Figuren und zwei große Wandbilder malte unter Mitwirkung seiner Schüler August Blankenstein und Hermann Richter, war er 1905 in Luzern und gestaltete dort für den Saal eines katholischen Jünglingsheims vier allegorische Wandgemälde zum Schweizerpsalm. Im Dezember desselben Jahres reiste er mit dem erblichen Reichsrat Joseph Graf Arco von und zu Zinneberg in die Vatikanstadt, wo der Graf mit dem Künstler den Vertrag über ein auf 7000 Mark dotiertes Jahresgehalt unterzeichnete für eine Gegenleistung von zwei Bildern. Während der Ausführung des lebensgroßen Gemäldes einer Immaculata laut Auftrag des Grafen für eine Kirche in München Solln starb Franz Seraph Thöne am 22. Juni 1906 an einem Schlaganfall. Es war Josef Kehren der Jüngere, der das Altarbild der Immaculata vollendete.

## Werke
Wie mancher seiner Zeitgenossen arbeitete auch Franz Thöne als Maler mit dem damals neuen Medium der Fotografie. Diesem Umstand ist es zu verdanken, dass Abbildungen seiner längst zerstörten oder bis heute verschollenen Gemälde erhalten blieben. Die meisten seiner Bilder befinden sich im Privatbesitz.

## Porträts
- Hermann von und zu Brenken, 1888
- Maria Gräfin von Haxthausen, 1888
- Königlicher Hofbaumeister Max Joseph Custodis
- Elise Custodis, geb. Pose
- Justizrat Dr. Heinrich Sobernheim, nach 1895
- Adolf Freiherr von Eynatten, 1900
- Aloysius Canali von Parma
- Frau Kommerzienrat Hubert Underberg, 1889
- Pauline von Mallinckrodt
- Joseph Hermann Schmidt
- Generalleutnant von Szczytinicki, 1886
- Oberst von der Lanken, 1887
- Hauptmann Charisius, 1900
- Frau Hauptmann Charisius, 1899
- Pater Ewald Fahle
- Bruder Hugo Linderath
- Johann Vössing, Schwiegervater des Malers
- Mädchen mit roten Haaren, 1895 / Nordfriesisches Museum. Nissenhaus Husum
- Dr. med. Franz Lücken, 1892 / Museum Kunstpalast Düsseldorf
- Friedrich Wilhelm Börgermann, 1887
- Friedrich Börgermann, 1888
- Bernhard Wilhelm Vogts, Medaille German Exhibition, London 1891

## Genrebilder
- Kennst Du ihn? 1884
- Seifenblasen 1889
- Brotneid 1884
- Die kleinen Vogelfänger 1882
- Brennglas 1881
- Der kleine Baumeister 1879
- Die wilde Hummel 1880
- Der Freibeuter 1885

## Religiöse Werke
- Madonnenbild / St. Antonius von Padua, Franziskanerkloster Blejierheide, 1887
- Mutter vom Guten Rat / St. Barbara, Mönchengladbach, 1890
- Heilige Stiege Bonn Kreuzberg, Restaurierungsauftrag, 1892
- Rex Regum, 1900
- Marienbild für Friedrich Graf von Galen, 1901
- Hl. Thecla / Franziskanerkloster Paderborn, 1902
- Hl. Antonius, Kreuzberg / Bonn
- Hl. Antonius von Padua / St. Anna Klosterkirche Düsseldorf, 1902
- Segnender Jesusknabe, 1903
- Christus am Kreuze / Franziskanerkirche Düsseldorf, 1904
- Hl. Crescentia / Rom
- Zürnender Christus / Jesuitenkirche in Luxemburg
- allegorische Wandgemälde zum Schweizerpsalm / Luzern, 1905
- Ausmalung der Pfarrkirche in Gelsenkirchen-Rotthausen, 1904–1905
- Kreuzwegstationen für die Pfarrkirchen Buldern und Hövel
- Kreuzwegstationen für das Klarissenkloster in Düsseldorf
- Immacolata/München Solln, 1906